# Psychomastax deserticola
Psychomastax deserticola är en insektsart som beskrevs av Morgan Hebard 1934. Psychomastax deserticola ingår i släktet Psychomastax och familjen Eumastacidae.

## Underarter
Arten delas in i följande underarter:
- P. d. indigena
- P. d. deserticola